# 善坐
善坐（藏文gnas-pa-bzang-po）又稱「善坐功」或「坐功法」，藏傳佛教常用術語。「善坐」意思是，昇起善良的心而修習瑜伽。善坐方法，近似於中國道家的打坐修練和中國漢傳佛教的打坐修行。按照藏傳佛教無上瑜伽部的理念和方法，修行者如果能對自己體內氣脈控制自如，自己的心也就能夠隨意收聚，此即是「善坐」的精義。